# Microxenops milleri
El picolezna colirrufo (Microxenops milleri), también denominado pico lezna rabirrufo (en Venezuela), pico-lezna de rabo rufo (en Perú), xenops escamado (en Colombia) o xenops colirrufo (en Ecuador), es una especie de ave paseriforme de la familia Furnariidae. Es la única especie del género monotípico Microxenops. Es nativo de la cuenca amazónica y del  escudo guayanés en Sudamérica.

## Distribución y hábitat
Se distribuye por el sureste de Colombia (hacia el sur desde Meta y Vaupés), sur de Venezuela (Amazonas, sur de Bolívar), sur de Guyana, Surinam y Guayana francesa hacia el sur hasta la Amazonia Brasileña (al sur hasta el norte de Rondônia y suroeste de Pará), este de Ecuador, este de Perú y noroeste de Bolivia (Pando, extremo noroeste de La Paz).
Esta especie es considerada rara y aparentemente local (tal vez sea apenas pasada por alto) en su hábitat natural, el dosel y los bordes de selvas húmedas tropicales; hasta los 1000 m de altitud (en el sur de Ecuador).

## Descripción
Es un pájaro de pequeño tamaño que mide entre 10 y 11 cm de longitud y pesa entre 12 y 13 g. Se diferencia de los miembros del género Xenops porque no tiene lista malar blanca y su puntiagudo pico está menos curvado hacia arriba. Por arriba es pardo estriado con pardo amarillento pálido y con una lista superciliar blanca; las alas son principalmente rufas, la rabadilla y toda la cola son rufas. La garganta es blanquecina estriada de oliva; por abajo es oliva pardusco con estriado blanquecino. Como no posee la lista malar blanca, su face es más uniforme que los Xenops.

## Comportamiento
Forrajea bien arriba del suelo y con frecuencia acompaña bandadas mixtas.

### Alimentación
Su dieta consiste de artrópodos, y también se registraron ortópteros.

### Vocalización
El canto es un trinado corto y ascendiente.

## Sistemática

### Descripción original
La especie M. milleri fue descrita por primera vez por el ornitólogo estadounidense Frank Michler Chapman en 1914 bajo el mismo nombre científico; localidad tipo «base del Cerro Duida, 700 pies [c. 210 m], Amazonas, Venezuela».
El género Microxenops fue propuesto por el mismo autor en la misma descripción de la especie.

### Etimología
El nombre genérico masculino «Microxenops» deriva del griego «mikros»: pequeño, y del género Xenops (que por su vez deriva del griego «xenos»: extraño, y «ōpos»: cara, en referencia al pico); significando «pequeño Xenops»; y el nombre de la especie «milleri», conmemora al colector estadounidense Leo Edward Miller (1887-1952).

### Taxonomía
Previamente estuvo colocado en el género Xenops, pero los estudios genético moleculares de Moyle et al (2009) y Derryberry et al (2011) indicaron que es más próximo a los géneros Pygarrhichas y Ochetorhynchus, y basal a ambos,  por lo que fue retornado a su género monotípico original, lo que fue reconocido en la Propuesta N° 486 al Comité de Clasificación de Sudamérica. Difiere de los Xenops en que el pico no es comprimido lateralmente ni cuneiforme, no posee negro en la cola ni la lista malar pálida, también en el color de las patas, a pesar de que comparten la notable banda alar. Los estudios de Ohlson et al (2013) propusieron la inclusión del presente y de 
los dos géneros mencionados, en una subfamilia Pygarrhichinae Wolters, 1977. Es monotípica.